# Xanthoperla yerkoyi
Xanthoperla yerkoyi is een steenvlieg uit de familie groene steenvliegen (Chloroperlidae). De wetenschappelijke naam van de soort is voor het eerst geldig gepubliceerd in 1983 door Kazanci.